# Споменик Драгославу Шекуларцу
Споменик Драгославу Шекуларцу је споменик који се налази испред београдског стадиона Рајко Митић у општини Савски венац.
Драгослав Шекуларац био је југословенски и српски фудбалер, истакнути играч Црвене звезде и друга „Звездина звезда” после Рајка Митића.

## Опште информације
Споменик је првобитно требао да свечано буде откривен 3. новембра 2024. године уочи утакмице ФК Црвена звезда са Војводином, али је откривање одложено због урушавања надстрешнице Железничке станице Нови Сад.
Споменик је откривен непосредно пред меч Црвене звезде и Текстилца Оџаци, 7. децембра 2024. године на платоу између западне и северне трибине испред стадиона Рајко Митић. Свечаности откривања споменика присуствовао је велики број познатих личности, челници ФК Црвена звезда, фудбалери и навијачи клуба, укључујући фудбалере Владимира Петровића, Јована Аћимовића, Драгишу Бинића, Душана Савића, председника ФК Црвена звезда Светозара Мијаиловића, генералног директора Звездана Терзића, спортског директора Митра Мркелу и породицу Шекуларца. Непосредно пре откривања споменика емитован је кратки филм у којем су приказани инсерти из живота и каријере Шекуларца.
Аутор споменика је вајар Томo Коматина, а изливен је у ливници „Јеремић” у Београду.